# Organización Mundial del Medio Ambiente
La Organización Mundial del Medio Ambiente es un Organismo internacional autónoma en curso de formación. Su objetivo es ser una autoridad política internacional que tome iniciativas medioambientales y que haga que se apliquen las decisiones políticas existentes, como el Protocolo de Kioto, al conjunto de países signantes. El proyecto ha sido recibido de manera muy desigual: cierta leaders  ve en esta organización una amenaza para su desarrollo, mientras que otra gente ve en ella una nueva organización potente y beneficiosa. Como la ONU, la OME debería definirse como apolítica pero ser una herramienta administrativa eficaz, gracias a la creación consecuente de un conjunto de instancias jurídicas que permita que se apliquen las decisiones resultantes de los acuerdos.
Recientemente, Canciller Angela Merkel de Alemania y Presidente Sarkozy de Francia han utilizado la Cimera de Copenhague como una oportunidad para hacer la promoción de la Organización Mundial del Medio Ambiente.

## Objetivos
Actualmente, la gestión de los recursos naturales a escala mundial no está regulada por ninguna entidad. Por ello su función es que los recursos naturales no sean considerados como mercancías por las grandes industrias teniendo en cuenta que los recursos naturales son limitados, por eso la mala utilización de los mismos puede llevar a la especie humana a su destrucción.
Luiscl

## Internacional
A nivel internacional, el proyecto OME está mantenido por Greenpeace. En varios países como Francia (Actuar por el Medio Ambiente, APE), Alemania, Italia, Estados Unidos y Brasil, las ONG se asocian para promover la formación del OME.